# Negroni rosato
Il Negroni rosato è un medium drink aperitivo creato recentemente, che rispetto al  Negroni utilizza il vino rosato al posto del gin.
Differisce dal classico Negroni fiorentino per la minore alcolicità e la maggiore aromaticità dovute all'impiego del vino rosato. Esiste anche una variante chiamata Negroni sbagliato (con presenza dello spumante brut, che sostituisce il gin).

## Preparazione

### Ingredienti
- ghiaccio
- 3 cl vino rosato
- 3 cl vermouth rosso
- 3 cl Bitter Campari
- mezza fetta di arancia

### Procedimento
Mettere 4-5 cubetti di ghiaccio nel bicchiere (ideale il tumbler medio oppure l'old fashioned) ed aggiungere gli altri ingredienti. Mescolare con uno stirrer e decorare con la mezza fetta d'arancia. 
Altre varianti:
- Redhuvber, diffuso soprattutto nel torinese
- Negrosky, con la vodka al posto del gin
- con Punt-e-mes al posto del Martini rosso per un sapore ancora più amaro